# Rondeletia roynaefolia
Rondeletia roynaefolia är en måreväxtart som beskrevs av Dc.. Rondeletia roynaefolia ingår i släktet Rondeletia och familjen måreväxter. Inga underarter finns listade i Catalogue of Life.